# سیگنبورگ
سیگنبورگ (به آلمانی: Siegenburg) یک شهر در آلمان است که در کلهایم واقع شده‌است.